# 布拉蒂納島
布拉蒂納島（英語：Bratina Island），是南極洲的島嶼，位於維多利亞地的斯科特海岸，處於布朗半島北端，在1963年由美國南極名稱諮詢委員命名，現時由南極條約體系管理。